# نامه‌های اسکروتیپ
نامه‌های اسکروتِیْپ (انگلیسی: The Screwtape Letters) رمانی در قالبِ نامه‌نگاری اثر نویسندهٔ بریتانیایی سی. اس. لوئیس است که در سال ۱۹۴۱ به‌صورت هفتگی در گاردین، که یک نشریهٔ مذهبی بود، منتشر می‌شد. در سال ۱۹۴۲، این نامه‌ها در قالب کتاب چاپ شدند و در سال ۱۹۶۲ سخنرانی اسکروتیپ به آن افزوده شد و در مجلدی تازه به چاپ رسید.
این اثر طنز که در دفاع از مسیحیت نوشته شده است شامل ۳۱ نامه می‌شود. مضمون این نامه‌ها درس‌هایی است که شیطانی کارکشته و بلندپایه در ساختار اداری جهنم به‌نام «اِسکروتِیپ» به «وُرْم‌وود»، شیطان جوان، می‌دهد. اسکروتیپ تلاش دارد تا ورم‌وود را با طبیعت نفس آدمی و برترین روش‌های وسوسه و به بیراهه کشاندن انسانی که به او سپرده شده است («بیمار») آشنا کند. این مساعی با حضور پیوستهٔ بیمار در کلیسا و آشنایی او با زنی مسیحی و باایمان مواجه می‌شود و در نهایت با مرگ او در جریان بمباران هوایی لندن در جنگ جهانی دوم شکست می‌خورد. لوئیس با استفاده آیرونیک از پرسونای روایی یک شیطان، تصویری را از نبرد بین خوب و شر و مختصات طرفین ترسیم می‌کند و آرایش را دربارهٔ دورویی آدمی، عدم خودآگاهی‌اش، و انگیزه‌های اصلی اعمال او به دست می‌دهد.
چاپ نخستین کتاب در سال ۱۹۴۲ به‌سرعت به فروش رفت و همان سال چند بار تجدید چاپ شد.
انتشار اثر در ایالات متحده آمریکا در سال ۱۹۴۳ نیز با موفقیت همراه بود.
عموم ناقدان کتاب را ستوده‌اند و کتاب به زبان‌های مختلف ترجمه شده است.

## ساختار کلی
نامه‌های اسکروتیپ شامل ۳۱ نامه است که شیطانی بلندمرتبه در ساختار اداری جهنم به‌نام اِسکروتِیپ به شیطانی جوان به نام ورم‌وود (که برادرزاده یا خواهرزادهٔ اوست) می‌نویسد.
ورم‌وود مأموریت یافته که یک مرد بریتانیایی («بیمار») را به سوی «پدر دوزخی‌مان» (شیطان) سوق دهد و از «دشمن» (خدا) دور کند.
وی به تازگی از «دانشگاه تربیت وسوسه‌گر» فارغ‌التحصیل و وارد بازار کار شده است و اسکروتیپ در نامه‌هایش می‌کوشد او را در وسوسه و گمراهی «بیمار» راهنمایی کند.
شخصیت اصلی کتاب و نویسندهٔ نامه‌ها، اسکروتیپ، مقامی اداری در دیوان‌سالاری جهنم (که لوئیس آن را «سلسله حضایض» یا Lowerarchy، در تقابل با سلسله مراتب hierarchy می‌نامند) دارد و نقش استاد را برای ورم‌وود ایفا می‌کند که شیطانی بی‌تجربه (و بی‌کفایت) است.
لوئیس در متن نامه‌های اسکروتیپ، مجموعه‌ای از آموزه‌های مسیحی را با نمایش زندگی انسانی معمولی (با همهٔ وسوسه‌ها و لغزش‌هایش) از نگاه شیاطین جهنم ترسیم می‌کند.
او در این اثر باورهای خود را دربارهٔ جنبه‌های گوناگون زندگی بشری از جمله دورویی آدمی، عدم خودآگاهی، و انگیزه‌های اصلی اعمال او بیان می‌کند.

## نگارش و چاپ

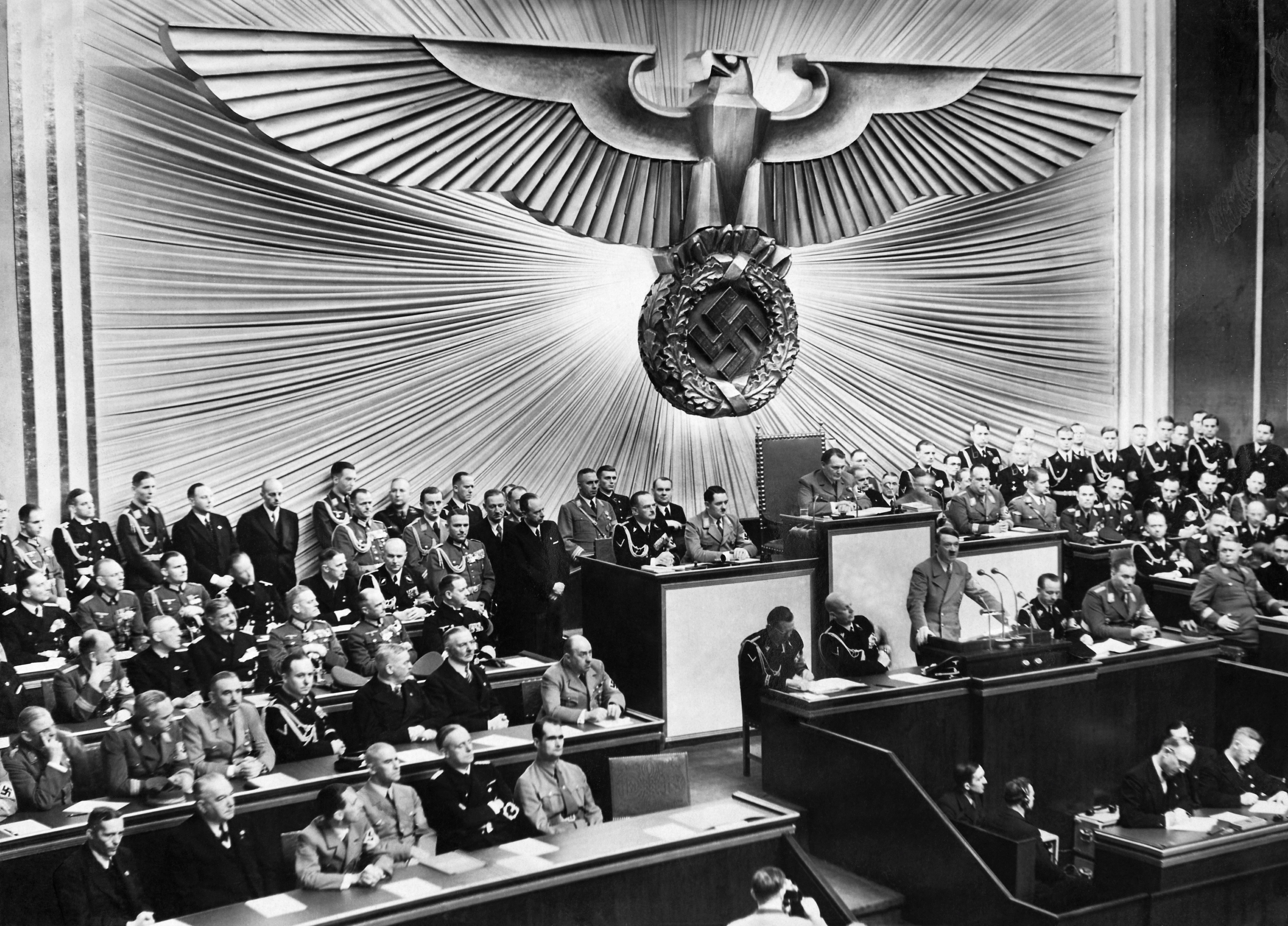
سخنرانی آدولف هیتلر در رایشس‌تاگ

ایدهٔ اولیهٔ نوشتن کتاب در حالی به ذهن لوئیس رسید که در کلیسای تثلیث مقدس در هدینگتون کوآوری بود و موعظهٔ منبر برخلاف عادت ملال‌آور بود.
لوئیس در نامه‌ای به برادرش سرگرد وارن لوئیس (۱۸۹۵–۱۹۷۳) به تاریخ ۲۰ ژوئیهٔ ۱۹۴۰ می‌نویسد که شب پیش‌تر به سخنرانی آدولف هیتلر گوش داده بود و با اینکه ممکن است اراده‌اش از دیگرانی سست‌تر باشد، «سخت است که سخنرانی را شنید و اندکی نلغزید.»
او می‌نویسد:
پیش از آنکه منبر به پایان برسد — و آدم امید دارد که این چیزها سر موقع به پایان برسند — ایده‌ای برای کتابی به ذهنم خطور کرد که گمانم هم مفید باشد و هم سرگرم‌کننده. اسمش از یک شیطان به شیطانی دیگر خواهد بود و شامل نامه‌هایی خواهد بود از شیطانی پیر و بازنشسته به شیطانی جوان که به تازگی کار بر روی «بیمار»ش را آغاز کرده است. هدف این است که روان‌شناسی فلسفه را از نگاه طرف مقابل به‌دست بدهد.— 
نسخه‌هایی از این نامه‌ها نخست به‌صورت هفتگی در نشریهٔ مسیحی گاردین بین مه و نوامبر ۱۹۴۱ (در دوران جنگ جهانی دوم) منتشر می‌شدند.
لوئیس هر ۳۱ نامه را یکجا به گاردین تحویل داد و دبیران گاردین آن‌ها به صورت هفتگی از دوم مه تا ۲۸ نوامبر ۱۹۴۱ چاپ کردند.
نسخهٔ تحویلی به گاردین را لوئیس خود از روی نسخهٔ اصلیش رونویس کرد، چرا که پول کافی برای پرداخت به تایپیست نداشت.
در ۳ اکتبر ۱۹۴۱، لوئیس نسخهٔ اصلی را به خواهر پنه‌لوپه در صومعهٔ مریم مقدس باکرهٔ وانتج فرستاد و از او خواست که تا زمان چاپ نامه‌ها آن را امن نگاه دارد مبادا نسخهٔ ناشر در بلیتز (حملات هوایی آلمان) نابود شود، و پس از آن می‌تواند «از آن برای زیرشمعی یا پر کردن عروسک استفاده کند یا هر چیز دیگر.»
مقرر شد که برای هر نامه ۲ پوند به لوئیس پرداخت شود و لوئیس درخواست کرد که این ۶۲ پوند به خیریه‌ای برای «بیوه‌های روحانیون» فرستاده شود.
یکی از خوانندگان نشریهٔ که کشیش منطقه‌ای روستایی بود در نامه‌ای تند اشتراک خود را لغو کرد چرا که «توصیه‌های نوشته‌شده در این نامه‌ها نه‌تنها غلط بلکه اثباتاً شیطانی به‌نظر می‌رسند.»
بااین‌حال این نامه‌ها توجه عموم را به خود جلب کرد و باعث شد رادیو بی‌بی‌سی در اوت ۱۹۴۱ لوئیس را برای تولید چهار برنامهٔ ۱۴ دقیقه‌ای استخدام کند. این برنامهٔ مذهبی که با عنوان درست و غلط پخش شد مخاطبان بسیاری داشت و لوئیس را به شخصیتی شناخته‌شده بدل کرد.
بی‌بی‌سی تولید مجموعه برنامهٔ دیگری را با عنوان مسیحیت صِرف به لوئیس سپرد. به‌نوشتهٔ تایمز «آقای لوئیس قدرتی یکتا در تبدیل الهیات به موضوعی جذاب، هیجان‌انگیز و شدیداً بامزه دارد.»
مجموعهٔ نامه‌های اسکروتیپ در فوریهٔ سال ۱۹۴۲ با یک مقدمه چاپ شد.
چاپ اول کتاب در ۲۰۰۰ نسخه توسط جفری بلس در فوریه ۱۹۴۲ انجام شد و دفعتاً به‌فروش رفت. در مارس همان سال دو بار تجدید چاپ شد و تا پیش از پایان سال به چاپ دهم رسید.
انتشار کتاب در ایالات متحده آمریکا نیز با موفقیت همراه شد.
انتشارات مک‌میلن در سال ۱۹۴۳ کتاب را در آمریکا منتشر کرد و این اثر فوراً در فهرست پرفروش‌ترین‌ها قرار گرفت.
به نوشتهٔ الین موری استون چاپ این کتاب «یک‌شبه لوئیس را به یک سلبریتی بین‌المللی تبدیل کرد.»
با اینکه نامه‌های اسکروتیپ از محبوب‌ترین آثار لوئیس است، خود او گفته بود که نوشتن این نامه‌ها کار لذت‌بخشی نبود و عهد کرده که دیگر هیچ «نامه» ای ننویسد.
لوئیس خود این اثر را جزء بهترین کارهایش نمی‌دانست،
و نوشتن آن‌ها برای گاردین را «کاری به‌شکل وحشتناک ملال‌آور» خوانده بود.
گر چه بسیاری از لوئیس درخواست نامه‌های بیشتری از اسکروتیپ داشتند، او تا ۱۹۵۹ علاقه‌ای به این کار نشان نداد.
در ۱۹۵۹ لوئیس سخنرانی اسکروتیپ در جشن فارغ‌التحصیلی شیاطینِ جوان دانشکدهٔ وسوسه را نوشت که نقدی بر ساختار آموزش عمومی بریتانیا بود. در ۱۹۶۱ انتشارات بلس این اثر را به‌همراه نامه‌های اسکروتیپ در یک مجلد به چاپ رساند و در ۱۹۶۲ انتشارات مک‌میلن این مجلد را در آمریکا چاپ کرد.
تا سال ۲۰۰۱ دو میلیون نسخه ازین کتاب به‌فروش رفته بود.
لوئیس این اثر را به دوست نزدیکش جی. آر. آر. تالکین تقدیم کرده است.
لوئیس و تالکین اعضای اصلی گروه ادبی اینکلینگز در دانشگاه آکسفورد بودند و لوئیس که در جوانی به بیخدایی گرویده بود تحت تأثیر مباحثه‌هایی که با تالکین داشت به مسیحیت گروید.
لوئیس همهٔ عواید این کتاب را به خیریه بخشید.
او به ناشرانش گفته بود که سهم او را به خیریه بدهند و اولویت با «بیوه‌ها و یتیمان» باشد، که اشاره به آیهٔ ۱:۲۷ نامه یعقوب در عهد جدید دارد.

## خلاصه نامه‌ها
… خنده‌دار این است که این موجودات فانی گمان دارند که ما افکاری را در کله‌شان فرومی‌کنیم، درحالی‌که کار اصلی ما این است که از ورود فکر به کله‌شان جلوگیری کنیم.

نامه‌های اسکروتیپ
پس از نامهٔ دوم، «بیمار» به مسیحیت تغییر مذهب می‌دهد و اسکروتیپ برای این امر ورم‌وود را سرزنش می‌کند. پس از این بین ورم‌وود و اسکروتیپ تضادی شکل می‌گیرد: ورم‌وود بر آن است که بیمار را به گناهان وحشتناک و قبیح سوق دهد و گاه در این کار زیاده‌روی می‌کند، ولی توصیهٔ اسکروتیپ این است که او باید ظریفانه‌تر «بیمار» را وسوسه کند. اسکروتیپ در نامه شمارهٔ ۱۲ می‌نویسد: «مطمئن‌ترین راه به جهنم راه آهسته و پیوسته است – شیبِ آرام، جاپای نرم، بدون گردش ناگهانی، بدون تابلوی بغل جاده یا نشانه‌های بین راهی.»
در نامه هشتم، اسکروتیپ به ورم‌وود تفاوت بین برنامهٔ خدا و شیطان برای انسان را توصیف می‌کند: «ما گاوهایی می‌خواهیم که در نهایت غذا شوند، او بندگانی می‌خواهد که در نهایت فرزندان او شوند.» اسکروتیپ در نامهٔ ششم به ورم‌وود توصیه می‌کند که «بیمار» را به سوی «زندگیِ وقفِ نظر» و بی‌مسئولیتی سوق دهد: «خدا می‌خواهد انسان سرش به آنچه که خودش می‌کند گرم باشد، ما می‌خواهیم انسان را به آنچه که بر سرش می‌آید مشغول داریم.»
در نامه‌های بعدی لوئیس نظریاتش دربارهٔ سکس، عشق، غرور، پرخوری، و جنگ بیان می‌کند.
در نامهٔ شمارهٔ ۱۷، لوئیس که خود محققی در دانشگاه آکسفورد و دانشگاه کمبریج بود، از زبان اسکروتیپ می‌گوید که روشنفکران در برابر وسوسه‌های شیطانی مقاوم نیستند، به‌ویژه زمانی که تاریخ‌گرایی را می‌پذیرند.
در نامهٔ ۲۲، پس از چندین تلاش برای یافتن زنی «بی‌بند و بار» برای «بیمار»، اسکروتیپ می‌گوید که نزدیک بوده که به عذابی دردناک محکوم شود، چرا که در نامه‌های قبلی‌اش به ورم‌وود با لحنی مثبت از دین یاد کرده است و ورم‌وود این هرطقه را به مقامات جهنمی گزارش کرده است. اسکروتیپ همچنین عنوان می‌کند که «بیمار» عاشق زنی مسیحی شده است و آمدورفت با خانوادهٔ مسیحی آن زن کار ورم‌وود را سخت‌تر از پیش می‌کند. در پایانِ نامه اسکروتیپ به هزارپایی عظیم تبدیل می‌شود (که برداشتی از کتاب دهم بهشت گمشدهٔ میلتون است). در نامه‌های بعدی آشکار می‌شود که «بیمار» به علت وظایفش در دفاع غیرنظامی در معرض خطر مرگ قرار دارد، و اسکروتیپ ورم‌وود را عتاب می‌کند که نباید از این امر خوشحال شود و باید تلاش کند که «بیمار» را سالم و زنده نگه دارد و کاری کند که او ایمانش را در طی یک زندگی طولانی از دست بدهد.
در آخرین نامه «بیمار» در جریان بمباران راهبردی در جنگ جهانی دوم کشته می‌شود و به بهشت می‌رود. ورم‌وود به کفران شکستش به این محکوم می‌شود که روحش را شیاطین دیگر و به‌ویژه خود اسکروتیپ بخورند. اسکروتیپ در پاسخش به نامهٔ پایانی ورم‌وود می‌نویسد که اگر جای آن دو عوض می‌شد، اسکروتیپ انتظار کمکی از ورم‌وود نداشت. («من از ازل می‌خواستم که تو را بخورم و تو (توی ابله رقت‌انگیز) هم همیشه می‌خواستی مرا بخوری […] تنها تفاوت در این است که من قوی‌ترم.»)

## شخصیت‌ها
- اسکروتیپ: اسکروتیپ شیطانی توانمند و مقامی اداری در «سلسله حضایض» جهنم است. شخصیتی ظریف، زیرک، خودخواه، و پر از نفرت است که عشق و احترامی برای آدمیان قائل نیست. کارش راهنمایی و آموزش وسوسه‌گران جوان و در میدان است و درکی والا از طبیعت آدمی‌زاد دارد. او بر تاریخ و قواعد جهنم مسلط است و می‌داند چگونه ساختار اداری جهنم را برای رسیدن به آنچه که می‌خواهد به کار گیرد. او به آرمان جهنم (فاسد کردن انسان و محکوم کردنش به گذراندن ابدیت در جهنم) متعهد است و حواسش به شیاطینی که به آن متعهد نیستند هست.[۳۱]
- ورم‌وود: ورم‌وود پسر خواهر یا برادر اسکروتیپ است که جوانی است بی‌مسئولیت، تنبل، و بی‌کفایت. نامه‌های اسکروتیپ او را مملو از غرور جوانی نشان می‌دهند که علیرغم خبط‌های پرشمارش، خوش‌بین است و باور دارد همه‌چیز روبه‌راه است. ورم‌وود بیش از هر چیز دیگری می‌خواهد خودش را به «بیمار» بنمایاند و از مصائب انسانی که پیامد جنگ‌اند لذت می‌برد و به‌جای تحقیق در روان‌شناسی و شخصیت «بیمار» به روش‌های پرزرق‌وبرق وسوسه علاقه‌مند است.[۳۲]
- «بیمار»: «بیمار» مردی جوان و معمولی است که در دوران پرآشوب جنگ جهانی دوم در انگلستان زندگی می‌کند. «بیمار» با مادر ستوهنده‌اش زندگی می‌کند و در اتفاقی که موجب خرسندی اسکروتیپ است «تحت تأثیر افراد روشنفکر سطحی، ثروتمند، و باهوش قرار می‌گیرد.»[۳۳] تجربهٔ او از مواجهه با مسیحیت و رفتار و کردار روزانه‌اش مبحث مکاتبات بین اسکروتیپ و ورم‌وودند. او مردی است متفکر، صادق، و آگاه از نقاط ضعفش. ایمان تازه‌یافته‌اش او را به تجدید نظر در معاشرت با افرادی وامی‌دارد که با آن‌ها زمانش را می‌گذراند. او همچنین درمی‌یابد که در لحظات تردید و خطر، لذت‌های ساده‌اند که او را سرپا نگه می‌دارند. توان اخلاقی و شجاعت «بیمار» در مواجهه با مجموعه‌ای از «وسوسه‌های جنسی» و خدمت به کشورش به آزمایش گذارده می‌شوند. او در نهایت در جریان بمباران کشته می‌شود و بلافاصله به محضر خدا راه می‌یابد.[۳۴]
- نامزد «بیمار»: نامزد «بیمار» زن مسیحی جوانی است مهربان، جذاب، و متعهد. او «باکره است و مملو از فضایل اخلاقی». اسکروتیپ از او متنفر است و او را «پست، نابکار، موش‌صفت، لاغرمردنی، و ناچیز» توصیف می‌کند و می‌گوید «از آن دست آدم‌هایی است که دوست دارد مثل روزهای اولیهٔ مسیحت خوراک شیر شوند».[ر] او از خانواده‌ای مسیحی و نیکوکار می‌آید که «بیمار» را به‌گرمی در جمع خود می‌پذیرند و او را به حلقه‌ای از دوستان مسیحی‌شان معرفی می‌کنند. تنها نقطه ضعف این زن، به زعم اسکروتیپ، درک محدودش از ایمان خود است، ولی این درک محدود به‌سبب جهل است نه غرور روحانی.[۳۵]
- مادر «بیمار»: «بیمار» با مادرش زندگی می‌کند که زنی مسیحی است. به‌نظر می‌رسد به دلیل حمیّت و شدت اشتیاق «بیمار» پس از روی آوردنش به مسیحت، اصطکاکی بین او مادرش رخ داده باشد. مادر بیمار دچار پرخوری است. این امر او را مشغول نگه می‌دارد و بین او و خانواده و دوستانش فاصله می‌اندازد.[۳۶]
- دشمن (خدا): خدا به‌عنوان موجودی همیشه‌حاضر و قدرتمند به تصویر کشیده‌شده است که می‌تواند «انگلی چون آدمی» را دوست بدارد و اسکروتیپ سر از این امر درنمی‌آورد. او بر سر روح آدمیان در نبردی روحانی با شیطان (لوسیفر) است. خدا دلواپس افکار، نیازها، و نگرانی‌های آدمی است ولی او را آزاد می‌گذارد تا راه خود را انتخاب کند.[۳۷]
- پدر دوزخی‌مان (لوسیفر): لوسیفر، که اسکروتیپ و دیگر شیاطین او را می‌پرستند، مدعی است که بهشت را به خواست خود ترک کرده است و قصه‌های دیگر همه شایعه‌اند. او دلیل عشق خدا به مخلوقاتش را نمی‌فهمد و می‌خواهد هر کس را که می‌تواند با خود به حضیض جهنم بکشاند.[۳۸]
- اسلاب‌گاب: اسلاب‌گاب مدیر دانشگاه تربیت وسوسه‌گر است. اسکروتیپ می‌گوید اسلاب‌گاب شیطانی بی‌عُرضه است که فارغ‌التحصیلانی بی‌عرضه تحویل می‌دهد، ولی بعدها در سخنرانی اسکروتیپ در جشن فارغ‌التحصیلی با او با رئوفت برخورد می‌کند.[۳۹]
- گلابوس: گلابوس[ز] شیطان مسئول مادر «بیمار» است که به ایجاد درگیری بین مادر و پسر و دشوار کردن رابطهٔ او با دوستان و خانواده‌اش به سبب رژیم غذایی او مشغول است.[۴۰]
- اسلامتریمپت: اسلامتریمپت شیطان جوان و مؤنثی است که مسئول نامزد «بیمار» است و در وسوسهٔ او به انجام هر گونه گناه جدی شکست می‌خورد.[۴۱]

## ویژگی‌ها

لوئیس در ۱۹۴۷

### رمان نامه‌نگارانه
رمان‌های نامه‌نگارانه در ادبیات انگلیسی در قرن هجدهم میلادی و با نویسندگانی چون ساموئل ریچاردسون به اوج محبوبیت رسیدند.
محققان به جنبه‌های شباهت بین آثار داستانی لوئیس و سنت‌های داستانی قرن هجدهم میلادی اشاره کرده‌اند و بهره‌گیری لوئیس از عناصر رایج در ژانر رمان نامه‌نگارانه نیز یکی از این جنبه‌هاست.
بااین‌حال تفاوت‌هایی بین روال‌های سنت نامه‌نگارانه در قرن هجدهم و نامه‌های اسکروتیپ هست، مثلاً این امر که لوئیس نامه‌های اسکروتیپ را در قالب مکاتبات حرفه‌ای می‌نویسد و نه نامه‌هایی شخصی.
خطاب اسکروتیپ به ورم‌وود در نقش عموی او نیست، بلکه در قالب سرپرست شغلی اوست.
این امر در ژانر رمان‌های نامه‌نگاری (که به عنوان محملی برای خودشناسی و خودافشاگری محرمانه شناخته می‌شدند) نادر است.
همچنین لوئیس در مقدمه با نقل قول از انجیل یوحنا (۸:۴۴) می‌گوید «شیطان دروغ‌گو است» و بنابراین خواننده باید این امر را به عنوان یکی از ویژگی‌های شخصیت اسکروتیپ بپذیرد و تصور نکند که او راوی قابل اعتمادی است.
این مفهوم قرن هجدهمی که نامه به‌خودی‌خود سندی صادقانه است برای لوئیس صرفاً یک سنت ادبی است که باید شکسته شود.
نامه‌های اسکروتیپ تنها شامل نامه‌های یک شخصیت (اسکروتیپ) است.
لوئیس در ابتدای نگارش قصد داشت نامه‌هایی از دید دیگر (و مقابل) نیز در مجموعه بنویسد، اما در نهایت تصمیم گرفت ازین کار خودداری کند.
این شخصیت دوم قرار بود یکی از فرشتگان مقرب باشد که فرشته نگهبانِ «بیمار» را راهنمایی می‌کند، ولی لوئیس فهمید که گذاشتن حرف در دهان شخصیتی با درجهٔ بالایی از تقدس و تقربت، «کاری به شدت دشوار» است و «کسی نمی‌توان ادعا کند که زیبایی جلوهٔ نیکوکاری را ارائه کرده است.»
لوئیس باور نداشت که توان آن را داشته باشد که «شیوه‌ای مسئولانه» در این کار پیش گیرد و در نهایت تصمیم گرفت که نامه‌هایش را صرفاً از دید یک شیطان بنویسد.

### آیرونی
شاخصهٔ اصلی اثر، استفادهٔ رندانه از وارون‌نمایی آیرونیک است.
به گفتهٔ خود لوئیس، یکی از کتابهایی که بر نگارش نامه‌های اسکروتیپ تأثیر گذارد رمان اعترافات یک زن خوش‌نیت اثر استیون مکنا (چاپ ۱۹۲۲) و وارون‌سازی طنزآمیز اخلاقیات در آن بود. به گفتهٔ لوئیس این کتاب «تنها مدل ممکن برای مکاتبات جهنمی است» و «ممکن است در نگاه اول ارتباط آن با نامه‌های اسکروتیپ آشکار نشود، ولی در آن همان واژگونی اخلاقی را می‌توانی یافت — سیاهی‌ها همه سفیدند و سفیدی‌ها همه سیاه — و طنزی که به‌خاطر حرف زدن از پس چهرهٔ شخصیتی جدی و عاری از مزاح ایجاد می‌شود.»
در ۳۱ نامه‌ای که این کتاب را شکل می‌دهند اسکروتیپ به ورم‌وود توصیه‌هایی پر از جزئیاتی دربارهٔ راه‌های مختلف انکار کلام الهی و رها کردن خدا توسط «بیمار» می‌کند و در میان آن به‌کرات مشاهداتش دربارهٔ طبیعت انسانی و مذهب را به اشتراک می‌گذارد. در راهنمایی‌های اسکروتیپ تنها سود خودخواهانه و قدرت ستایش می‌شوند و عشق خدا به آدمی و فضیلتهای انسانی ناچیز شمرده می‌شوند.
لوئیس چنان از آیرونی بهره می‌گیرد که خواننده را از پذیرش مستقیم متن بازمی‌دارد و او را وامی‌دارد که گفته‌های نگارنده را با دقت بسنجد.

### زاویه دید
در نگاه نخست به نظر می‌رسد برخلاف دیگر آثار لوئیس، این کتاب از ساختار کلی منسجمی برخوردار نیست و این ممکن است به دلیل سریالی بودن چاپ نامه باشد و هر نامه منعکس‌کنندهٔ موضوعاتی است که در هنگام نگارش ذهن نویسنده را به خود مشغول داشته بودند و نه نقشه‌ای برای روایت خطی.
نقاط عطف اصلی سیر زندگی «بیمار» (از جمله تغییرات در شرایط بیرونی و همچنین در زندگی درونی روانی و روحانی او) را به‌راحتی می‌توان از آغاز نامه‌ها (که در آن‌ها اسکروتیپ دارد به گزارش‌های ورم‌وود پاسخ می‌دهد) دریافت.
خواننده تنها از طریق یک زاویهٔ دید — یعنی اسکروتیپ — در جریان سیر داستان قرار می‌گیرد.
روایت داستانی و قاب ساختگی در مقدمهٔ اثر آغاز می‌شود. لوئیس خود را در نقش ویراستار نامه‌های نوشتهٔ اسکروتیپ جا می‌زند. او صلاحیت خود در ویراستاری نامه‌های اسکروتیپ اینگونه توجیه می‌کند: لوئیس در شیطان‌شناسی تخصص دارد و چیزی از تاریخ‌شناسی و روان‌شناسی شیطان‌ها می‌داند.
«بیمار»، که برخلاف شیاطین که نام‌های رنگارنگ دارند، نامی به او داده نشده است، همچنین به شکلی غریب مختصات شخصیتی شاخصی ندارد و بیش از آن‌که شخصیتی مجسم باشد، مفهومی انتزاعی است.
خواننده «بیمار» را تنها از طریق مفروضات و حدس‌های اسکروتیپی می‌شناسد که پس از خواندن گزارش‌های ورم‌وود، از دانسته‌های کلی‌اش دربارهٔ سرشت آدمی بهره می‌برد و در باب اینکه «بیمار» چه رفتاری خواهد داشت یا اینکه ورم‌وود چگونه می‌تواند رفتار او را تغییر دهد نظریه‌پردازی می‌کند.
اسکروتیپ به نظر باسواد و تحصیل‌کرده می‌آید. او نه‌تنها به بایگانی جهنم، بلکه به کتابخانه‌ای به‌نظر قابل توجه نیز دسترسی دارد، چرا که به‌کرّات از کولریج، بایرون، گوته، شاعران رومانتیک، شکسپیر، میلتون، و شاو نقل قول می‌کند. لوئیس همچنین به خواننده یادآوری می‌کند که شیطان می‌تواند برای پیشبرد اهداف خود از کتاب مقدس نقل قول بیاورد: اسکروتیپ در نامه‌های خود به تمثیل پسر ولخرج، پونتیوس پیلاطس، داستان‌های پولس رسول و هفت کلمه آخر عیسی اشاره می‌کند.
بااین‌وجود، رخنه‌های بزرگی در دانش و فهم اسکروتیپ هست. برای مثال او نمی‌داند که چرا ادارهٔ تحقیقات جهنم «نمی‌تواند هیچ چیز خوبی» بیافریند، نمی‌داند چرا تجربهٔ مستقیم انسان‌ها از حضور خدا «هنوز کاملاً در اسناد طبقه‌بندی‌شده نیامده است»، و عشق، علاقهٔ خدا به آن و «این‌جور پرت‌وپلاهای الهی» او را گیج و سردرگم می‌کند.
این ناتوانی در درک عشق و شفقت، اسکروتیپ را از شخصیت‌های سنتی رمان‌های نامه‌نگارانه، که معمولاً واجد نوعی خودافشایی عاطفی‌اند، متمایز می‌سازد.

### درون‌مایهٔ مذهبی
چنان‌که لوئیس خود در مقدمه ۱۹۶۱ بر کتاب می‌نویسد، او به «وجود نیرویی مقابل خدا» (دوگانه‌انگاری) باور ندارد و اعتقاد دارد که «شیاطین مقابل فرشتگان هستند، چنان‌که انسان بد مقابل انسان خوب است، و لوسیفر، که رهبر یا دیکتاتور شیاطین است، مقابل میکائیل است نه مقابل خدا.»
لوئیس در این اثر، صراحتاً از جهان‌بینی‌ای دفاع می‌کند که به‌زعم او در جهان امروزی از رونق افتاده است. بروس هالسینگر این جهان‌بینی را با عبارت متناقض «پیش‌مدرن پیشرو» توصیف می‌کند.
لوئیس در این اثر نقدهایی را به سازمان‌های مذهبی وارد می‌کند و در جایی از زبان اسکروتیپ می‌گوید: «امروزه یکی از مهم‌ترین متحدین ما خود کلیسا است.» در اینجا لوئیس به نهادینه‌شدن کلیسا و فاصله‌گرفتن آن از معنویت اصیل اشاره دارد.
به باور کیسی سپ، جاذبهٔ اثر در این است که برخلاف آثار کسانی چون میلتون و دانته، نامه‌های اسکروتیپ به الهیات کیهانی کاری ندارد و بر وسوسه‌های روزمرهٔ آدم‌های معمولی متمرکز است.

### دفاعیات دینی
به نوشتهٔ آلیستر مک‌گراث، هدف اصلی لوئیس از نگارش نامه‌های اسکروتیپ موعظه کردن خواننده در مورد اصول مسیحت و دفاع از مسیحت در برابر حمله‌های سکولارها بوده است. مک‌گراث می‌گوید که «لوئیس باور داشت تخیل ابزاری برای رسیدن به حقیقت است.»
لوئیس بیش از آنکه در پی پیروزی در مناظره‌های منطقی و نقض استدلال‌های سکولار باشد، باور داشت که دفاعیات دینی باید به جنبه‌های عاطفی و شخصی دین بپردازد و رشد روانشناختی انسان و ارتباط آن با ایمان را درک و بررسی کند.
در آثار دیگرش، لوئیس می‌گوید که باور او به مسیحیت بر پایهٔ «برهان طلب» است، یعنی به دلیل میل یا طلبی که در وجود او هست و با تجربیات جهانی و مادی ارضا نمی‌شود به وجود خدا اعتقاد دارد.
به‌زعم او، وجود میلی درونی برای چیزی فراتر از این جهان، خود دلیلی است بر وجود آن چیز؛ یعنی خدا.
نامه‌های اسکروتیپ را باید نمونه‌ای بارز از «دفاعیات دینی سلبی» دانست، چرا که در آن به جای برشمردن فضایل مسیحیت به نتایج منفی دوری از مسیحیت پرداخته می‌شود و هدف آن زدودن سوءتفاهم‌ها یا نشان‌دادن پیامدهای فقدان ایمان است.

### جهان‌سازی
نامه‌های اسکروتیپ در دنیای چندلایه‌ای رخ می‌دهد که شامل دنیای خاکی لندن (احتمالا در دوران جنگ جهانی دوم) و دنیایی دیگر می‌شود که همان دنیای معمولی در وجه غیب و ناپیدایش است.
جهان‌سازی لوئیس همچنین شامل تصویری از جامعهٔ شیاطین است: دولتی بوروکراتیک و تمامیت‌خواه با ساختار مدیریتی وسیع. به جز مأموران میدانی چون ورم‌وود و سرپرست‌هایشان چون اسکروتیپ، سازمان‌هایی را چون آژانس اطلاعاتی، ادارهٔ تحقیقات، ادارهٔ پروپاگاندا (و شاخهٔ مهم آن، بازوی فقه‌اللغتی)، بایگانی، دانشکدهٔ آموزشی و پلیس مخفی شامل می‌شود که همه زیردست «فرماندهی متعالی» هستند که دستوراتش باید اجرا شوند.

## بازخورد
سی.ای.ام. جود در نقدش بر نامه‌های اسکروتیپ که در ۱۶ مه ۱۹۴۲ در نیو استیتسمن اند نیشن چاپ شد می‌نویسد: «آقای لوئیس این استعداد بسیار نادر را دارد که پرهیزکاری را خواندنی کند.»
لئونارد بیکن نامه‌های اسکروتیپ را اثر «تحسین‌برانگیز، سرگرم‌کننده، و به‌شدت خلاقانه» خواند که «نواختری شگفت‌انگیز و رضایت‌بخش در پس سپهر تاریک طنزش دارد.»
منچستر گاردین هم نوشت «این کتاب لذتی کامل است و باید یک کتاب کلاسیک شود.»
جورج اورول این اثر را کاری سطحی و بی‌ارزش خواند که بیش از حد شهرت یافته است. او در ستونی به تاریخ ۲۷ اکتبر ۱۹۴۴ در مجلهٔ چپ‌گرای تریبیون می‌نویسد: «هدف این بوده که به خواننده فهمانده شود که شخص می‌تواند هم یک مسیحی باشد و هم یک آدم باحال و بذله‌گو، ولی لزومی ندارد با کنارگویی‌های خودمانی و ضرب‌المثل‌های عصر ادوارد به مخاطب توهین کرد.» و «اینکه آقای لوئیس مد روز است و توجه بسیار و ستایش اغراق‌شده‌ای را برای خود می‌گیرد نشانهٔ بیماری است و جای تأمل دارد.»
نویسندگانِ شماری از صدها نقدی که بر کتاب نوشته شده خود در نگارش نقدشان از قالب نامه‌نگاری جهنمی استفاده کرده‌اند. در یکی از این نقدها، که در ۲۱ مارس ۱۹۴۲ در نشریهٔ تایم اند تاید به چاپ رسید، چارلز ویلیامز از زبان شیطانی به نام اسنگسوزل خطاب به شیطانی به نام اسکورپیوسکل می‌نویسد که بهترین پاسخ جهنم به انتشار «نامه‌های زیرکانهٔ» اسکروتیپ این است که این کتاب را به‌عنوان یکی از کتب درسی در دانشگاه تربیت وسوه‌گر خودشان آموزش دهند و نامه‌اش را اینگونه پایان می‌دهد که «یکی رو می‌فرستی که حواسش به این لوئیس باشه؟ یه شیطان خیلی زبروزرنگ بفرست.»
دیوید فاستر والاس این اثر را تحسین کرده است و آن را در صدر فهرست کتابهای موردعلاقه‌اش گذاشته.
افرادی چون پیر ترودو و انتونین اسکالیا نیز از نامه‌های اسکروتیپ با عنوان کتاب موردعلاقه‌شان یاد کرده‌اند.
تصویر روی جلد مجلهٔ تایم در سپتامبر ۱۹۴۷ پرتره‌ای از لوئیس به همراه تصویر یک شیطان بر روی شانه‌اش بود.

## ترجمه، اقتباس‌ها و تأثیر بر فرهنگ عامه
این کتاب به بیش از سی زبان از جمله فارسی ترجمه شده است.
در سال ۱۹۶۱ جیمز فورسیث نمایشنامه‌ای را با اقتباس از نامه‌های اسکروتیپ چاپ کرد که از آن زمان در سراسر جهان بر روی صحنه رفته است.
در ۱۹۹۴ نیز مارول کامیکس با همکاری انتشارات مذهبی توماس نلسون کمیک‌بوکی مقتبس از این اثر را چاپ کرد.
نمایشی صوتی مقتبس از این اثر نیز در سال ۲۰۰۸ با صدای اندی سرکیس در نقش اسکروتیپ و برتی کارول در نقش ورم‌وود تولید شد که نامزد جایزهٔ آدی بهترین درامای رادیویی شد.
نامه‌های اسکروتیپ به‌همراه سخنرانی اسکروتیپ چندین بار با قرائت کسانی چون جان کلیز، جاس آکلند، و رالف کاشم به شکل کتاب صوتی درآمده‌اند.
رئیس‌جمهور ایالات متحده آمریکا رونالد ریگان نیز در سخنرانی معروفش در سال ۱۹۸۳ که به امپراتوری شر موسوم است بندهایی از این کتاب را نقل کرد.

## یادداشت
1. ↑  Wormwood کلمه‌ای که از ستاره‌ای در مکاشفه یوحنا گرفته شده و به فارسی افسنتین ترجمه شده است.
2. ↑  nephew
3. ↑  Tempters' Training College
4. ↑  دو واکه اول کلمهٔ hierarchy به معنای سلسله مراتب با کلمهٔ higher به معنای والاتر هم‌آوا است و لوئیس آن را با واژهٔ lower به معنای فروتر جایگزین می‌کند.
5. ↑  Major Warren Lewis
6. ↑  آخرین خواهش من از بریتانیای کبیر: امپراتوری کبیری نابود خواهد شد. سخنرانی آدولف هیتلر در رایشس‌تاگ، ۱۹ ژوئیهٔ ۱۹۴۰
7. ↑  Right and Wrong
8. ↑  Mere Christianity
9. ↑  Elaine Murray Stone
10. ↑  Religion that is pure and undefiled before God the Father is this: to visit orphans and widows in their affliction, and to keep oneself unstained from the world.
11. ↑  contemplative life
12. ↑  اشاره به محکومیت به مواجهه با حیوانات درنده، یکی از شیوه‌های اعدام در روم باستان که در آن محکوم توسط حیوانات وحشی مثل شیر بربری کشته می‌شد.
13. ↑  احتمالا ترکیبی از gluttony (گلاتنی، پرخوری) و obese (ابیس، چاق)
14. ↑  Confessions of a Well-Meaning Woman
15. ↑  نقل قولی از ویلیام شکسپیر در تاجر ونیزی
16. ↑  avant-garde Premodernity
17. ↑  Argument from Desire
18. ↑  اسکروتیپ عنوان می‌کند که پرونده‌های نامزد «بیمار» و دو کلیسای نزدیک خانهٔ او را مطالعه کرده است
19. ↑  صفحهٔ ۱۰۰، که با پلیس دوزخی در صفحهٔ ۱۴۰ فرق دارد
20. ↑  the High Command
21. ↑  C.E.M. Joad
22. ↑  New Statesman and Nation
23. ↑  Time and Tide
24. ↑  Charles Williams
25. ↑  Snigsozzle
26. ↑  Scorpuscle
27. ↑  James Forsyth
28. ↑  Thomas Nelson

### فهرست منابع
- Bassham, Gregory (2015). C. S. Lewis’s Christian Apologetics. Brill. Retrieved 2025-02-26.
- Bedard, Stephen (2016-09-27). "The Screwtape Letters Read by John Cleese". Stephen J Bedard. Retrieved 2025-03-10.
- Case, Craig R (2025-02-09). "C.S. Lewis Goes to Hell: A Comprehensive Hermeneutical Examination of Allegorical Satire in the Epistolary Structure of C.S. Lewis's The Screwtape Letters". The Repository at St. Cloud State. Retrieved 2025-02-26.
- Cep, Casey (2013). "The Devil You Know". The New Yorker. Retrieved 2020-09-08.
- Dickieson, Brenton (2021-07-06). "Double Irony, Visual Delight, and a Missed Opportunity: The Screwtape Letters Marvel Comic Book". A Pilgrim in Narnia - a journey through the imaginative worlds of C.S. Lewis, J.R.R. Tolkien, and the Inklings. Retrieved 2025-03-10.
- Duriez, C. (2013). The A-Z of C. S. Lewis: An Encyclopaedia of His Life, Thought, and Writings. Lion Hudson PLC. ISBN 978-0-7459-5586-5. Retrieved 2020-08-19.
- Green, R.L.; Hooper, W. (1974). C.S. Lewis: A Biography. A Harvest book (به انگلیسی). Harcourt Brace Jovanovich. Retrieved 2020-12-29.
- Huttar, Charles A. (2016). "The Screwtape Letters as Epistolary Fiction". Journal of Inklings Studies. Edinburgh University Press. 6 (1): 87–125. ISSN 2045-8797. JSTOR 45345685. Retrieved 2022-04-11.
- Lewis, C.S. (1942). The Screwtape Letters. Geoffrey Bles. ISBN 979-8-6973-5239-7. Retrieved 2025-03-10.
- Liu, Xuejing (2023). "Beyond time and space: case study of three Chinese translations of The Screwtape Letters by C.S. Lewis from cross-cultural translingual perspectives". Nanyang Technological University. Retrieved 2025-03-10.
- Orwell, George (27 October 1944), As I Please, Tribune
- Rogers, Mark (2020-02-21). "The Screwtape Letters: First Ever Full-cast Dramatization of the Diabolical Classic". The Gospel Coalition. Retrieved 2025-03-10.
- Shumway, Julia (2012-12-02). "Silver Summit's SCREWTAPE makes the best of a screwed up script". Utah Theatre Bloggers. Retrieved 2025-03-10.
- Stone, E.M. (2001). C.S. Lewis: Creator of Narnia. Paulist Press. ISBN 978-0-8091-6672-5. Retrieved 2025-03-10.
- Vermilye, A. (2015). The Screwtape Letters Study Guide: A Bible Study on the C.S. Lewis Book The Screwtape Letters. CS Lewis Study Series. Brown Chair Books. ISBN 978-0-9978417-3-2. Retrieved 2020-08-31.
- Walsh, C. (2008). C.S. Lewis: Apostle to the Skeptics: Apostle to the Skeptics. C. S. Lewis Secondary Studies Series. Wipf & Stock Publishers. ISBN 978-1-55635-883-8. Retrieved 2020-08-19.

- "The Screwtape Letters - novel by Lewis". Encyclopedia Britannica. Retrieved 2020-08-19.
- "How C.S. Lewis Conceived of "The Screwtape Letters"". A Pilgrim in Narnia. 2014-01-15. Retrieved 2020-08-31.
- "Remarks at the Annual Convention of the National Association of Evangelicals in Orlando, Florida March 8, 1983" (PDF). reaganfoundation.org. 2015-02-10. Archived from the original on 2015-02-10. Retrieved 2022-04-11.{{cite web}}:  نگهداری یادکرد:پیوند نامناسب (link)
- "Books by Joss Ackland". HarperCollins. 2022-11-17. Retrieved 2025-03-10.
- "Book review: The Screwtape Letters". Words And Peace. 2017-01-20. Retrieved 2025-03-10.

- لوئیس، سی. اس. (۱۳۶۹) [1942].  روحانی، شهریار، ویراستار. نامه‌های اسکروتیپ: نامه‌های یک شیطان عالیمقام به شیطان دون پایه. اشراقیه.